# Probota (Iași)
Probota ist eine Gemeinde im Kreis Iași im Nordosten Rumäniens.

## Geographische Lage

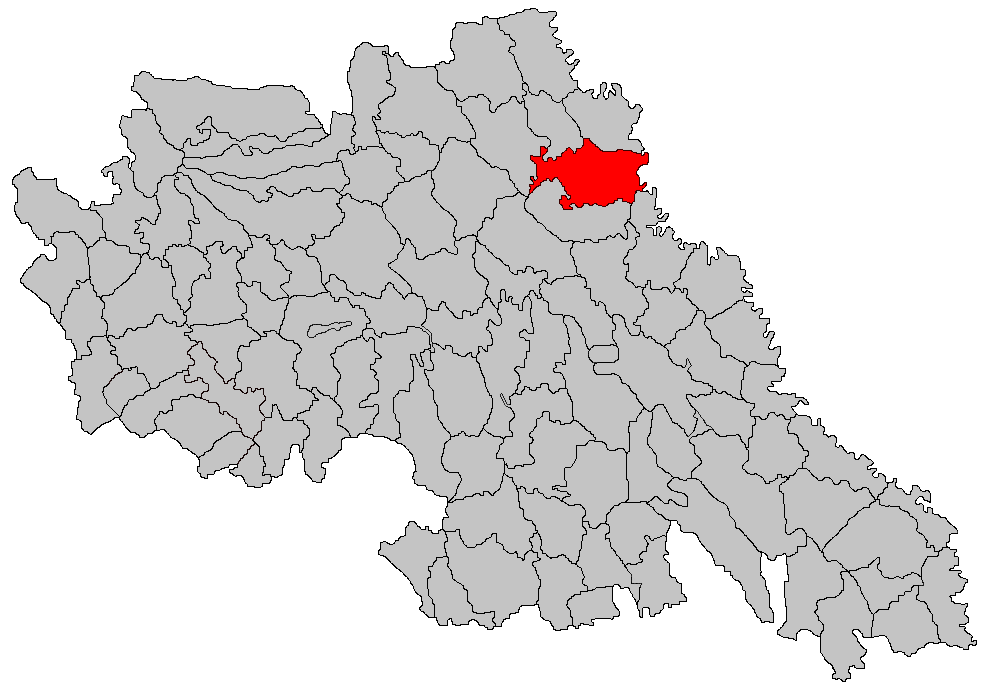
Lage der Gemeinde Probota im Kreis Iași

Der Ort liegt an der Nationalstraße DN24C, die in Richtung Süden nach 25 Kilometer nach Iași führt. 10 km im Südosten liegt der Ort Sculeni und die Seen Lacul Hälceni und Lacul Bulbucani befinden sich etwa 10 Kilometer im Westen. Zur Grenze der Republik Moldau und damit auch zum Fluss Pruth sind es nach Osten 5 km.